# Scytodes chantico
Scytodes chantico là một loài nhện trong họ Scytodidae.
Loài này thuộc chi Scytodes. Scytodes chantico được miêu tả năm 2007 bởi Rheims, Antonio D. Brescovit & Durán-Barrón.